# Nationalt testcenter for store vindmøller
Nationalt testcenter for store vindmøller er et forsøgsområde til at teste vindmøller på helt op til 330 meter i Østerild Klitplantage øst for Thisted i Danmark. Det blev indviet i oktober 2012.
Danmarks Tekniske Universitet (DTU) står for anlæggelse og driften af testcentret. Der er plads til i alt 9 vindmøller i testcentret, og de udskiftes løbende efter test. En rapport fra begyndelsen af 2015 viste, at hverken fugle eller flagermus havde taget skade af opsætningen af de store møller. Møllerne er desuden blevet en turistattraktion, hvor flere busser har kørt til området for at besigtige møllerne. I 2017 blev der indviet et besøgscenter i området, hvor der sidenhen har været 30.000-50.000 årlige gæster.
- Besøgscenter Østerild set fra udsigtstårnet
- Udsigtstårnet er en 14 m høj sektion af et vindmølletårn
- Virksomheden BMS's største kran
- Dele på oplagspladsen klar til opsætning

De stadigt større møller sætter løbende rekord for døgnproduktion.
I nord-, midt og sydenden af testområdet findes to 250 meter høje målemaster med lamper til at advare flyvemaskiner om de høje strukturer i området.
Opstillede vindmøller opdateret januar 2024:
| Test stand | Type                          | Producent                       | Opførelsesår | Tårnhøjde | rotor diameter | total højde | Kraft    | Noter                                                                                             |
| ---------- | ----------------------------- | ------------------------------- | ------------ | --------- | -------------- | ----------- | -------- | ------------------------------------------------------------------------------------------------- |
| 1          | Siemens Gamesa SG 8.0-167 DD  | Siemens Gamesa Renewable Energy | 2022         | 120 m     | 167 m          | 203,5 m     | 8000 kW  | Denne vindmølle stod tidligere på plads 6, men blev i løbet af 2022 flyttet til sin nye lokation. |
| 2          | Vestas V150-6.0 MW            | Vestas Wind Systems             |              | 154 m     | 150 m          | 227 m       | 6000 kW  |                                                                                                   |
| 3          | Vestas V236-15.0 MW           | Vestas Wind Systems             | 2022         | 163 m     | 236 m          | 280 m       | 15000 kW | Fra december 2022 og ca. et halv år frem var Vestas V236-15.0 MW verdens største vindmølle.       |
| 4          | Vestas V 162-6.0 MW           | Vestas Wind Systems             |              | 154 m     | 162 m          | 237 m       | 6000 kW  |                                                                                                   |
| 5          | Vestas V155-3,45 MW           | Vestas Wind Systems             |              | 140 m     | 155 m          | 213         | 3450 kW  |                                                                                                   |
| 6          | Siemens Gamesa SG 14-236 DD   | Siemens Gamesa Renewable Energy | 2022         | 160 m     | 236 m          | 278 m       | 14000 kW |                                                                                                   |
| 7          | Siemens Gamesa SG 14-222 DD   | Siemens Gamesa Renewable Energy | 2021         | 160 m     | 222 m          | 270 m       | 14000 kW | Fra november 2021 og et års tid frem var Siemens Gamesa SG 14-222 DD verdens største vindmølle.   |
| 8          | Siemens Gamesa SG 11.0-200 DD | Siemens Gamesa Renewable Energy |              | 140 m     | 200 m          | 240 m       | 11000 kW |                                                                                                   |
| 9          | GE 6.1-158 MW                 | GE Renewable Energy             | 2021         | 118 m     | 158 m          | 195 m       | 6130 kW  |                                                                                                   |